# Brasileira (álbum de Lucero)
Brasileira é o 24º álbum de estúdio da atriz e cantora mexicana Lucero, lançado no dia 21 de Julho de 2017 pela gravadora Universal Music Latino. É constituído por oito canções em português, incluindo as que fazem parte da trilha sonora da telenovela brasileira Carinha de Anjo (2016), produzida e exibida pela emissora SBT em que Lucero é coprotagonista, e outras inéditas, e 4 em espanhol, algumas já lançadas no 22º álbum de estúdio da artista, Aquí Estoy (2014).
Produzido pelos brasileiros Arnaldo Saccomani, Laércio Ferreira e Carlos Júnior Cabral, Brasileira reforça a intenção de Lucero de se estabilizar definitivamente no mercado brasileiro, assim como foi feito por outros artistas latinos que chegaram a lançar álbuns em português ou bilíngues como os grupos musicais Menudo e RBD, e os cantores Luis Miguel e Chayanne. Outro caso parecido foi da atriz, cantora e apresentadora mexicana, Verónica Castro, conhecida no país por conta da exibição de Los Ricos También Lloran (1979) em 1982 pelo SBT, que lançou um álbum em português e em espanhol chamado Tudo é Bom pra se Dançar em 1991, aproveitando o sucesso de outra novela sua, Rosa Salvaje (1987), exibida pela emissora na época. Além de Castro, as mexicanas Daniela Luján e Thalía também já chegaram a lançar álbuns bilíngues no país. 
Brasileira é o segundo álbum de estúdio que Lucero lança no Brasil. O primeiro foi Fuego y Ternura em 1985. De acordo com a própria artista, Brasileira é "uma homenagem ao país, que sempre a acolheu e reconheceu o seu trabalho".

## Antecedentes
Brasileira representa a volta da popularidade de Lucero no Brasil, que tinha sido conquistada na década de 80 com o sucesso da novela Chispita (1982), exibida pelo SBT, mas foi perdida ao longo dos anos. Sem muito alarde, a emissora chegou a exibir outras duas novelas protagonizadas pela artista: Lazos de Amor (1995) em 2006 e Por Ella... Soy Eva (2012) em 2013, porém, devido a pouca audiência conquistada por ambas, o nome de Lucero passou em branco. Em 2015, a emissora exibiu mais outra novela com a artista: Soy tu Dueña (2010). Ao contrário do que aconteceu com Lazos de Amor e Por Ella... Soy Eva, Soy tu Dueña acabou conquistando boa audiência, fazendo com que Lucero voltasse a chamar a atenção entre parte do público brasileiro. Em Outubro do mesmo ano, a fim de divulgar a novela e o EP em português Dona Desse Amor (2015), Lucero veio pela terceira vez ao Brasil e participou dos programas do SBT como da 18ª edição do Teleton, do Domingo Legal e The Noite com Danilo Gentili.
No dia 8 de Março de 2016, surgiram boatos de que Lucero teria assinado com o SBT para co-protagonizar o remake brasileiro da novela mexicana Carita de Ángel (2000), porém de início essa possibilidade foi negada pela própria emissora. Duas semanas depois, foi confirmada sua contratação e anunciado que a artista estava sendo sondada desde sua visita ao Brasil em 2015. Além de atuar, a artista foi contratada para interpretar a canção-tema da novela, além de primeiramente mais três canções inéditas: "Filha Linda", "Pequena Aprendiz" e "Joia Rara Preciosa".
Lucero teria sido a quarta artista estrangeira a ser cogitada pelo SBT para participar de uma de suas novelas. A primeira foi Gabriela Rivero, protagonista da novela Carrusel (1989), que chegou a ser convidada para fazer uma participação especial na versão brasileira da trama durante sua visita ao Brasil em 2012. O segundo foi o ex-RBD Christian Chávez durante sua estadia no país para gravar o programa Esse Artista Sou Eu, exibida pelo SBT em 2014. O ator teria sido cogitado para interpretar o vilão da novela Cúmplices de um Resgate (2015). A terceira foi Gabriela Spanic, protagonista da novela La Usurpadora (1998), que também teria sido sondada pela emissora para gravar Cúmplices de um Resgate e até Carinha de Anjo, porém posteriormente foi revelado que a atriz teria recusado ambos os convites devido a um processo que ela então estava movendo contra a emissora mexicana TV Azteca, onde era contratada desde 2011 e teve seu contrato rescindido.

## Produção e gravação
Brasileira começou a ser produzido a partir de Março de 2016, quando Lucero assinou seu contrato para atuar e gravar músicas para a trilha de Carinha de Anjo. Foi produzido por Arnaldo Saccomani, que já produziu álbuns de artistas brasileiros como Tim Maia, Rita Lee, Ronnie Von, Mara Maravilha, Fábio Jr., Dominó, e por Laércio Ferreira. Outro produtor creditado no álbum, Carlos Júnior Cabral, foi responsável somente pelas faixas em espanhol "Soledad", "Mi Talisman" e "Evidencias".
Boa parte de Brasileira foi gravado no Mosh Studios e no Estúdio Personnel, ambos localizados na cidade de São Paulo. Ao contrário do EP Dona Desse Amor que foi gravado no México, Brasileira foi produzido e gravado no Brasil. Lucero trabalhou nesse álbum paralelamente às filmagens de Carinha de Anjo, assim como com a produção de seu outro álbum, o Enamorada con Banda (2017). O processo de gravação se iniciou em 28 de Junho de 2016, um dia após a chegada de Lucero ao Brasil para a primeira rodada de filmagens de suas cenas para Carinha de Anjo (2016). Neste dia, a artista gravou as canções "Carinha de Anjo", música-tema da trama, "Joia Rara Preciosa", "Pequena Aprendiz" e "Filha Linda". A segunda etapa de gravações ocorreu no mês de Novembro, em que a artista gravou a canção "Eu Tô de Olho". A terceira e última etapa das gravações ocorreu no mês de Fevereiro de 2017, em que gravou as faixas "Aquarela", "Era Uma Vez" e "Trem Bala".
As faixas "Mi Talismán", "Evidencias" e "Soledad" foram originalmente gravadas para o álbum Aquí Estoy, em que é constituído por regravações de sucessos da cantora e compositora mexicana Ana Gabriel. Os motivos de Lucero ter incluído as três faixas, foram que elas são versões em espanhol das músicas brasileiras "Talismã", "Evidências" e "Solidão" respectivamente, que fizeram bastante sucesso no país durante a década de 80 e mais tarde foram popularizadas em outros países da América Latina por Ana Gabriel.

## Lançamento
O álbum chegou a ser cogitado por Lucero em Novembro de 2016, em que a artista declarou durante a coletiva de imprensa de Carinha de Anjo que gostaria da possibilidade de lançar um em português, aproveitando a evidência de sua popularidade no Brasil e as canções que já tinham sido gravadas para a trama.  No dia 23 de Novembro, dois dias após da estréia de Carinha de Anjo, a gravadora Universal Music lançou uma coletânea com os principais sucessos de Lucero. Em seu perfil oficial no Facebook, a artista comentou sobre a coletânea e confirmou futuros projetos musicais no Brasil. No dia 7 de Dezembro através de seu site oficial, Lucero confirmou o lançamento do álbum em português juntamente com o de Enamorada con Banda (2017). No dia 12 de Fevereiro de 2017, Lucero confirmou através de seu site oficial que o álbum seria lançado em formato físico e digital, e que conteria algumas músicas inéditas além das que foram gravadas para Carinha de Anjo. No dia 17 de Fevereiro, em uma entrevista para a revista Veja, Lucero confirmou que o álbum se chamaria Brasileira.  O álbum primeiramente foi cogitado para ser lançado em agosto, mês em que a artista voltaria ao Brasil para mais uma outra rodada de gravações de Carinha de Anjo, porém, no dia 14 de Maio, o empresário da artista citou em seu Twitter oficial que o álbum estaria previsto para ser lançado no fim de junho. No dia 22 de Junho, de acordo com o site LatinPop Brasil, o lançamento ainda não estaria definido pela gravadora, mesmo a artista tendo sua volta ao Brasil confirmada em agosto. No dia 4 de Julho, no mesmo dia em que o álbum entrou em pré-venda na Saraiva, a artista anunciou em seu perfil oficial do Facebook que seu lançamento seria no dia 21 do mesmo mês. No dia 21 de Julho, Brasileira foi lançado em versão física e digital.

## Divulgação
Como Brasileira é boa parte constituído por canções da trama Carinha de Anjo, a novela foi a principal fonte de divulgação do álbum. A música-tema "Carinha de Anjo", foi tocada pela primeira vez durante a abertura da novela, exibida no dia 21 de Novembro de 2016. As outras canções, foram divulgadas ao decorrer da trama através de videoclipes. "Joia Rara Preciosa" foi a segunda a ser divulgada no terceiro capitulo exibido no dia 24 de Novembro. A terceira foi "Filha Linda", divulgada no dia 22 de Dezembro, durante o 24º capítulo. A quarta canção divulgada foi "Pequena Aprendiz", durante o 28º capítulo exibido no dia 26 de Dezembro. A quinta foi "Era Uma Vez", divulgada no 93º capítulo, exibido no dia 24 de Março de 2017. Ao contrário das canções anteriores que Lucero já havia divulgado antes da estréia da trama, "Era Uma Vez" foi tocada pela primeira vez. No dia 16 de Maio, durante o 130º capítulo, foi exibido o videoclipe da canção "Aquarela".
Fora da novela, Lucero também chegou a divulgar as canções, até antes de sua estréia em Novembro de 2016. Nos dias 27 de 28 de Agosto de 2016, a artista tinha interpretado as canções "Carinha de Anjo", "Filha Linda" e "Joia Rara Preciosa" pela primeira vez durante sua participação no show da novela Cúmplices de um Resgate, antecessora de Carinha de Anjo, realizado no Ginásio do Ibirapuera. Já na semana da estréia, Lucero interpretou a canção "Carinha de Anjo" nos programas Máquina da Fama, The Noite com Danilo Gentili, Casos de Família, Programa do Ratinho e na 19ª edição do Teleton. No dia 11 de Março de 2017, a artista interpretou pela primeira vez a canção "Eu Tô de Olho" no Programa Raul Gil.

### Brasileira en Vivo
No dia 15 de Agosto de 2017, Lucero anunciou que realizaria uma única apresentação no Brasil como parte de divulgação do álbum. Foi o primeiro show solo que a artista realizou no Brasil e ocorreu no Teatro Gamaro, em São Paulo, no dia 6 de Setembro. Inicialmente a apresentação foi intitulada como Lucero ao Vivo, porém posteriormente foi confirmado que se chamaria Brasileira en Vivo. Foi lançado em download digital em 26 de Abril de 2019 e em CD e DVD em 24 de Maio de 2019. Ao contrário de Brasileira, o álbum ao vivo não foi lançado no Brasil e sim somente no México. O motivo foi que de acordo com o empresário de Lucero, Ernesto Hernández, o lançamento de Brasileira en Vivo no país dependeria da autorização da Universal Music do Brasil. Como a gravadora não demonstrou nenhum interesse, o álbum não foi lançado no país como esperado.

## Canções
- "Carinha de Anjo": a primeira faixa do álbum, "Carinha de Anjo", é a versão em português da canção "Carita de Ángel". Assim como a canção em espanhol que serviu de abertura da novela mexicana de mesmo nome, "Carinha de Anjo" também serviu para a da novela brasileira, exibida e produzida pelo SBT entre 2016 e 2018. É a sexta vez que Lucero interpreta o tema principal de uma novela em que participa. As anteriores foram para as novelas mexicanas Cuándo Llega el Amor (1990), Los Parientes Pobres (1993), Lazos de Amor, Mi Destino Eres Tú (2000) e Soy tu Dueña. É a regravação da versão em português escrita por Caión Gadía que foi lançada em 2001, época em que a novela mexicana estava sendo exibida no Brasil também pelo SBT. A canção fala sobre a protagonista da trama, Dulce Maria (então interpretada pela atriz Lorena Queiroz).

- "Filha Linda": a segunda faixa do álbum foi escrita por Xandreli, Maria Eduarda e Arnaldo Saccomani. Pertence também à novela Carinha de Anjo, e assim como a faixa anterior, a canção também fala sobre a protagonista Dulce Maria. De acordo com a sinopse da trama, a personagem de Lucero, Teresa, é mãe de Dulce Maria, e após falecer devido a um acidente, passa a estar constantemente presente nos sonhos da filha sempre a aconselhando, e a canção se baseia exatamente na relação entre Teresa e Dulce Maria.

- "Joia Rara Preciosa": também escrita por Xandreli, Maria Eduarda e Saccomani, a terceira faixa também faz parte da trilha de Carinha de Anjo. Assim como nas duas canções anteriores, esta também fala sobre a protagonista da novela, Dulce Maria.

- "Pequena Aprendiz": a quarta faixa também pertence à novela Carinha de Anjo, e fala também sobre a relação entre Teresa e Dulce Maria. Foi escrita também por Xandreli, Maria Eduarda e Saccomani.

- "Eu Tô de Olho": a quinta faixa foi escrita por Edu Camargo e por Saccomani. Ao contrário das anteriores, esta não pertence à trilha de Carinha de Anjo. Com intenção de se aproximar mais com o estilo musical brasileiro, a canção além de conter uma batida de samba misturada com pop, ela apresenta uma linguagem mais informal. A música fala sobre o sentimento da protagonista por outro alguém, e seu interesse em ficar com ele na pista de dança.

- "Carinha de Anjo (Spain version)": é a primeira faixa em espanhol do álbum, além de ser a regravação da música-tema da novela mexicana Carita de Ángel. A versão original foi interpretada pela cantora mexicana-americana Tatiana.[48]

- "Evidencias": a sétima faixa é a segunda em espanhol e foi escrita pela cantora e compositora mexicana Ana Gabriel. A canção é a versão da brasileira "Evidências", escrita por José Augusto e Paulo Sérgio Valle. A versão original foi interpretada por José Augusto, e é considerada um dos maiores sucessos de sua carreira. Posteriormente foi gravada pela dupla Chitãozinho & Xororó e por Roberta Miranda. Em 1992, Ana Gabriel gravou a versão em espanhol para o álbum Silueta. "Evidencias" fala sobre a insegurança que a protagonista da canção sente em relação a um sentimento que possui por outra pessoa. Foi gravada por Lucero para o álbum Aquí Estoy.

- "Mi Talisman": a oitava faixa foi também escrita por Ana Gabriel. É a versão em espanhol da canção brasileira "Talismã", escrita por Michael Sullivan, Paulo Massadas e Miguel Plopschi. Fala sobre o carinho que a protagonista da canção sente pelo seu parceiro, o chamando de "meu pequeno talismã". A versão em português já foi gravada pela dupla Leandro & Leonardo, e pelos grupos Raça Negra e Exaltasamba. Em 1991, Ana Gabriel gravou a versão em espanhol para o álbum Mi México. A canção foi também gravada por Lucero para o álbum Aquí Estoy.

- "Soledad": escrita por Ana Gabriel. Assim como as duas faixas anteriores, é também a versão em espanhol de uma outra canção brasileira: "Solidão". Escrita originalmente por Chico Roque e Carlos Colla, a canção fala sobre o início de uma nova etapa da vida amorosa da protagonista, porém ela diz que ainda precisa lutar contra o sentimento de carência e depressão. "Solidão" foi popularizada pela cantora Sandra de Sá em 1986, e em 1989 foi regravada em espanhol por Ana Gabriel para o álbum Tierra de Nadie. É a última canção em espanhol de Brasileira. Assim como "Evidencias" e "Mi Tasliman", "Soledad" também foi gravada por Lucero para o álbum Aquí Estoy.

- "Era Uma Vez": a décima faixa do álbum faz parte da trilha de Carinha de Anjo e foi escrita por Alvaro Socci e Cláudio Matta. A canção foi originalmente gravada por Sandy & Junior em parceria com Toquinho para a edição especial do sétimo álbum da dupla, Sonho Azul (1997), lançada em 1998. A canção fala sobre a imaginação da criança ao ler histórias de amor, de fantasia ou aventura. No videoclipe mostrado na novela, a artista canta em parceria com a atriz Lorena Queiroz. Já em Brasileira, a canção é interpretada somente por Lucero.

- "Trem Bala": a 11ª faixa do álbum foi escrita e lançada pela paranaense Ana Vilela em 2016. Fala sobre o valor da vida, e a define como um "trem bala", ou seja, que passa rápido. A faixa foi escolhida para ser música-tema da vigésima edição do Teleton, exibida anualmente pelo SBT.[49] É a sétima vez que Lucero é escolhida para interpretar o tema principal de uma edição do evento. A artista já interpretou o das seis primeiras edições do Teleton mexicano nos anos de 1997 a 2002, época em que era embaixadora e apresentadora do evento, exibido pela Televisa.

- "Aquarela": a 12º e última faixa do álbum também pertente à trilha de Carinha de Anjo. Foi escrita primeiramente pelos italianos Guido Morra e Maurizio Fabrizio, e depois convertida em português por Toquinho e Vinícius de Moraes.[50] É regravação da canção interpretada por Toquinho em 1973, e é considerado um dos maiores sucessos do cantor e compositor. A canção aborda sobre a imaginação e criatividade, em que o protagonista desenha em um papel o mundo que imagina.[51] De acordo com a própria Lucero, "Aquarela" foi a canção do álbum mais complicada de se gravar, por ser "longa e com muita letra".[19]

## Repercussão
No geral, o álbum recebeu críticas positivas da imprensa brasileira. O jornalista Robson Gomes do Jornal do Commercio, diz que Brasileira é um "trabalho sensível, feito com o amor de uma mexicana para seus admiradores brasileiros" e que o português de Lucero não "soa tão forçado e que seu sotaque espanhol é o charme do álbum". Ele diz também que a "primeira curva crescente" do álbum é a canção "Eu Tô de Olho", em que é interessante ouvir a artista soltar "versos levemente ousados", e a melhor releitura é "Evidencias", em que se tem um "arranjo pesado, com uma boa mistura de guitarra e violinos".

## Faixas
| N.º            | Título                                  | Compositor(es)                                              | Duração |  |
| 1.             | "Carinha de Anjo (Version Caión Gadía)" | Américo Gil Caión Gadía                                     | 2:57    |  |
| 2.             | "Filha Linda"                           | Xandreli Maria Eduarda Arnaldo Saccomani                    | 4:34    |  |
| 3.             | "Joia Rara Preciosa"                    | Xandreli Maria Eduarda Saccomani                            | 3:28    |  |
| 4.             | "Pequena Aprendiz"                      | Xandreli Maria Eduarda Thais Nascimento                     | 3:05    |  |
| 5.             | "Eu Tô de Olho"                         | Edu Camargo Saccomani                                       | 3:23    |  |
| 6.             | "Carinha de Anjo (Spain version)"       | Gil                                                         | 2:58    |  |
| 7.             | "Evidencias"                            | Ana Gabriel José Augusto Paulo Sérgio Valle                 | 4:22    |  |
| 8.             | "Mi Talismán"                           | Ana Gabriel Paulo Massadas Michael Sullivan Miguel Plopschi | 4:03    |  |
| 9.             | "Soledad"                               | Ana Gabriel Chico Roque Carlos Colla                        | 3:49    |  |
| 10.            | "Era Uma Vez"                           | Alvaro Socci Cláudio Matta                                  | 3:54    |  |
| 11.            | "Trem Bala"                             | Ana Vilela                                                  | 3:17    |  |
| 12.            | "Aquarela"                              | Toquinho Vinicius de Moraes Guido Morra Maurizio Fabrizio   | 4:00    |  |
| Duração total: | Duração total:                          | Duração total:                                              | 41:11   |  |

## Créditos
De acordo com o encarte do álbum.
| - Adolfo Pérez Butrón – fotografia - Alvaro Socci – compositor - Américo Gil – compositor - Ana Gabriel – compositora - Ana Vilela – compositora - Anayeli Rodríguez – cabelo - Arnaldo Saccomani – produtor, compositor, teclado - Beatriz Guell – coro - Caio Vilares – assistente de produção - Caión Gadía – compositor - Carlos Colla – compositor - Carlos Júnior Cabral – produtor - Chico Roque – compositor - Cláudio Matta – compositor - Duda Maitê – coro - Edu Camargo – compositor, arranjo, programação de teclado - Fabiano Feroli – projeto gráfico - Fausto Nobile – mixagem, masterização - Francisco Castillo – figurino - Guido Morra – compositor - Isabelly F. Rocha – coro | - Ícaro Diego – coro - José Augusto – compositor - Júlio González – maquiagem - Laércio Ferreira – produtor, percussão - Lucero - vocalista - Luiz Augusto – revisão de texto - Markinhos Gonçalves – edição digital (Mosh Studios) - Maria Eduarda – compositora - Maria Diniz – coro - Maurizio Fabrizio – compositor - Michael Sullivan – compositor - Miguel Plopschi – compositor - Olivia Mônaco – coro - Paulo Massadas – compositor - Paulo Sérgio Valle – compositor - Renata Quezia Pereira de Carvalho – coro - Roberta Giovanni – coro - Thaís Nascimento – compositora, coro - Toquinho – compositor - Vinícius de Moraes – compositor - Xandreli – compositor |  |

## Histórico de lançamentos
| País    | Data                | Formato(s)                    | Gravadora(s)               | Ref.          |
| ------- | ------------------- | ----------------------------- | -------------------------- | ------------- |
| Brasil  | 21 de Julho de 2017 | CD download digital streaming | Universal Music Latino     | [ 54 ] [ 37 ] |
| México  | 21 de Julho de 2017 | CD download digital streaming | Universal Music Latino     | [ 55 ]        |
| EUA     | 21 de Julho de 2017 | Download digital streaming    | Universal Music Latino     | [ 56 ]        |
| Espanha | 21 de Julho de 2017 | CD download digital streaming | Universal Music Spain S.L. | [ 57 ]        |